# Trischalis subaurana
Trischalis subaurana là một loài bướm đêm thuộc phân họ Arctiinae, họ Erebidae.